# ミップス・テクノロジーズ
座標: 北緯37度25分12秒 西経122度04分22秒 / 北緯37.4201度 西経122.0728度
ミップス・テクノロジーズ（英語：MIPS Technologies, Inc.、NASDAQ: MIPS）は、Wave Computing傘下のファブレス半導体企業であり、MIPSアーキテクチャと一連の RISC CPU 開発で知られている。家庭用・ネットワーク用・モバイル用デジタル機器のための命令セットアーキテクチャとコアを提供している。
自社では設計のみ行い、LSIメーカーにライセンスするビジネスモデルを持つ。ライセンシーとしては、東芝、日本電気、SCE、フィリップス、LSIコーポレーションなど多数のメーカーがある。単独のCPUだけでなく、MIPSアーキテクチャのCPUコアを組み込んだシステムLSIを製造しているメーカーも多い。
ミップスで働いていた有名人として、スティーブ・ブランク（起業家）、ジョン・ヘネシー、デイヴィッド・ヒッツ（ネットアップ創業者）、アール・キリアン（MIPS III ISA を設計）、ジョン・マシェイ（UNIX開発者の1人）、ストラットン・スクラヴォス（ベリサインの元CEO）、スキップ・ストリッター（MC68000のチーフアーキテクト）などがいる。
2011年、カリフォルニア州サニーベールの本社以外に、中国の上海とオレゴン州ビーバートンに開発拠点がある。また、台湾の新竹市、日本の東京、ドイツのレムシャイト、イスラエルのハイファに支社がある。
2013年、Imagination Technologiesが買収
2017年以降、投資会社Tallwood Venture Capitalによる買収や、2018年にAiベンチャーのWave Computingが買収し倒産など複雑な経緯を経た。
2019年、中国のIPサプライヤおよびIC設計サービス会社のCIP unitedが買収を行い、2022年現在のMIPSライセンシーである。

## 歴史
1984年、スタンフォード大学のジョン・ヘネシー教授を中心とした研究者グループがマイクロプロセッサチップベンダーとしてミップス・コンピュータシステムズ (MIPS Computer Systems, Inc.) を創業。「MIPS」の名はもともとスタンフォード大学で研究していたRISCアーキテクチャ「パイプラインステージがインターロックしないマイクロプロセサ」の頭文字をとってつけられた。
1988年、MIPSアーキテクチャがシリコングラフィックス (SGI) の目に止まり、同社のコンピュータに採用。1989年12月には株式公開を果たした。
R2000とR3000マイクロプロセッサを開発すると、経営陣は半導体設計企業からコンピュータ企業への脱皮を図った。しかし、大企業と対等に渡り合えるほどの資金力がなく、チップとシステム (MIPS Magnum) 両方の開発費の捻出に頭を悩ませていた。今後のMIPSアーキテクチャのマイクロプロセッサ（特に直近のR8000）が確実に開発されることを保障するために、シリコングラフィックス (SGI) は1992年に同社を3億3300万ドルで買収し、ミップス・テクノロジーズとして完全子会社化した。
SGIの下でミップスは、R8000 (1994)、R10000 (1996)、R12000 (1997) といったマイクロプロセッサをリリース。そのころ Beast と Capitan というコード名のマイクロプロセッサを開発中だったが、1998年にSGIがItaniumアーキテクチャへの移行を決定すると、それらのプロジェクトは中止された。その結果、ミップスはスピンアウトされ、MIPSアーキテクチャの知的資産ライセンスを販売しプロセッサコアを設計する企業となった。
1998年6月30日、1株当たり14ドルで株式公開を行い、約1630万ドルを集めた。1999年、SGIは事業の見直しを行うと発表し、MIPSの新プロセッサは2002年までリリースを継続するが、インテルの新アーキテクチャもサーバに採用していくとした。SGIは全保有株を2000年ごろに市場で売ってしまったので、SGIの子会社ではなくなった。
2008年初め、ミップスはプロセッサ事業部門の28人の従業員を解雇した。2008年8月13日、会計年度の第4四半期が1億850万ドルの赤字となり、さらに従業員の15%を解雇することになると発表。その時点で従業員数は512名だった。
2010年、ジョン・ヘネシーの教え子だった Sandeep Vij がCEOに就任。Vijはかつてザイリンクスやアルテラで役員を務めていた。
EE Times によれば、2010年11月1日時点の従業員数は150人である。一方、EDNの2008年8月14日付けの記事では500人以上の従業員がいたことになっている。したがって、2008年から2010年の間に従業員を70%削減したことになる。

## MIPSアーキテクチャ
設立当初は「Rシリーズ」がソニーのNEWSなどのUNIXワークステーションやグラフィクスワークステーションで広く用いられ、Windows NT（Ver.4まで）のターゲットCPUのひとつでもあったが、最近では組み込み用CPUアーキテクチャとしての市場に注力している。Windows CE機用として省電力タイプの「Rシリーズ」が広く用いられたほか、ゲーム専用機（NINTENDO 64、PlayStation、PlayStation 2、PlayStation Portable）での採用例も多い。
RISCの提唱者二人の片方であるヘネシーが始めたこともあり、MIPSアーキテクチャ（特にR2000）は、もうー人のパターソンによるバークレーRISCと並び、最も典型的なRISCとされる。

## テクノロジー
ミップス・テクノロジーズのプロセッサ・アーキテクチャとコアは家庭向けエンターテインメント機器、ネットワーク機器、通信機器などで使われている。32ビットと64ビットのアーキテクチャと32ビットのコアのライセンスを提供している。
MIPS32アーキテクチャは高性能32ビット命令セットアーキテクチャ (ISA) であり、マイクロコントローラ、家庭用エンターテインメント機器、家庭用ネットワーク機器、携帯機器などに使われている。ミップスの顧客企業はこのアーキテクチャを使って独自のプロセッサを開発したり、ミップスから出来合いのコアをライセンス提供してもらったりする。
MIPS32アーキテクチャのコアとしては、4K、M14K、24K、34K、74K、1004K（マルチコアでマルチスレッド）、1074K（スーパースケーラでマルチスレッド）というファミリがある。
MIPS64アーキテクチャは高性能64ビット命令セットアーキテクチャであり、Cavium Networks や NetLogic Microsystems などの顧客企業を通してネットワーク基盤装置に広く使われている。
SmartCE (Connected Entertainment) は、Android、Adobe Flash platform for TV、Skype、Home Jinni ConnecTV のアプリケーションなどを統合したリファレンス・プラットフォームである。SmartCEにより、顧客企業はより素早く製品を作ることができる。

## オペレーティングシステム
ミップス製品はAndroidやLinuxオペレーティングシステムと組合わせて使われることが多い。
AndroidはGoogleがLinuxカーネルをベースとして開発したオペレーティングシステムで、プロセッサを問わない。ミップスは当初、そもそもGoogleがターゲットとしていた携帯電話などの組み込み製品向けにAndroidを移植した。2010年、ミップスとライセンシーの Sigma Designs はAndroidを初めてセットトップボックスに搭載することを発表した。Androidを移植したことで、MIPSアーキテクチャのプロセッサがスマートフォンとタブレットで使われるようになった。
MIPSアーキテクチャ上で動作するリアルタイムオペレーティングシステムとしては、CMX System、eCosCentric、ENEA、Express Logic、FreeRTOS、Green Hills Software、LynuxWorks、Mentor Graphics、Micrium、QNX Software Systems、Quadros Systems Inc.、Segger、Wind River といったものがある。

## ライセンスと製品
ミップス・テクノロジーズはチップメーカーにプロセッサ・アーキテクチャをライセンス提供している。ライセンシーは125社以上あり、毎年5億個以上のMIPSアーキテクチャのプロセッサが出荷されている。
家電製品やポータブルメディアプレーヤーの製造企業にライセンシーが多く、Blu-ray Disc プレーヤーの75%でMIPSアーキテクチャのプロセッサが使われている。デジタルテレビやセットトップボックスでもMIPSアーキテクチャのプロセッサがよく使われている。また、ソニー・コンピュータエンタテインメントのPlayStation PortableはR4000ベースのプロセッサを2つ使っている。
ネットワーク分野のライセンシーとしては、Cavium Networks や Netlogic Microsystems がある。CaviumのOCTENファミリでは最大16個のMIPSコアを搭載した製品もある。NetlogicはMIPS64ベースのLinux対応プロセッサを出荷している。スマートフォンやタブレット向けにMIPSアーキテクチャを採用しているライセンシーとしては、Actions Semiconductor や Ingenic Semiconductor がある。MIPSアーキテクチャのプロセッサを採用したタブレットとしては、Velocity Micro の Cruz などがある。TCL集団はスマートフォンにMIPSアーキテクチャのプロセッサを採用している。
他のライセンシーとしては、10年以上に渡ってMIPSベースのCPUを開発してきたブロードコム、PIC32マイクロコントローラへのてこ入れとしてMIPSを採用したマイクロチップ・テクノロジー、Mobileyeなどがある。

## 沿革
- 1981年: スタンフォード大学のジョン・ヘネシー率いるチームが MIPS RISC アーキテクチャプロジェクトを開始。
- 1984年: ジョン・ヘネシー、Skip Stritter、John Moussouris らがミップス・コンピュータシステムズを創業[64]。
- 1986年: 最初の製品 R2000マイクロプロセッサ、UNIXワークステーション、最適化コンパイラをリリース。
- 1988年: R3000
- 1989年: ミップス・コンピュータシステムズとして最初のIPO。
- 1991年: R4000
  - 同年：自社開発したRC6260サーバ(60MHz動作のR6000搭載、RISC/osベース)が、クボタコンピュータ(株)から販売開始される[65]
- 1992年: SGIに買収される。いったんSGI本体に吸収された後、ミップス・テクノロジーズと改称（SGIの100%子会社）。
- 1994年: R8000
- 1996年: R10000
- 1998年: ミップス・テクノロジーズとして再度、ナスダックにIPO。
- 2002年: イギリスの Algorithmics Ltd を買収。
- 2005年9月6日: First Silicon Solutions (FS2) を買収し、完全子会社化。IPコアに特化した企業で、IPコアと周辺回路を組合わせての設計・評価・デバッグ用ソフトウェアを有する。
- 2007年: ポルトガルのアナログIPコア企業 Chipidea を買収[66]。
- 2009年2月: Linux Foundationに参加[67]。
- 2009年5月8日: Chipidea をシノプシスに売却。
- 2009年6月: Android をMIPSアーキテクチャに移植[68]。
- 2009年9月30日: オープン・ハンドセット・アライアンスに参加[69]。
- 2011年1月: 初のMIPSベースのAndroid搭載セットトップボックスをCESで公開[70]。
- 2011年4月: Android 3.0 “Honeycomb” をMIPSアーキテクチャに移植[71][72]。
- 2012年11月5日: Imagination Technologiesに580件の特許のうち82件とともに6000万ドルで売却することを発表。2013年2月8日 1億ドルで買収を完了。残りの498件はARMを中心としたメンバーにより3億5000万ドルでAllied Security Trust(AST)に移管される。
- 2017年9月22日: Tallwoodが買収することを発表し、2017年10月25日に完了[73]。
- 2018年6月15日: Wave Computingが買収[74]。
- 2019年1月：CIP united[17]が買収
- 2022年5月11日: RISC-V アーキテクチャを採用した eVocore プロセッサ製品を公表(2022年4Qから入手可)[75]。